# Доменикони, Карло
Карло Доменикони (итал. Carlo Domeniconi) — итальянский композитор и гитарист. Известен благодаря таким своим произведениям, как «Вариации на тему турецкой (анатолийской) народной песни» («Variations on a Turkish (Anatolian) folksong», Op.15), «Куюнбаба» («Koyunbaba», op.19) и «Синдбад» в трёх циклах («Sindbad», op.49). Также Доменикони написал ряд знаменитых гитарных концертов: «Medium Sweet Guitar Concerto», op.51 и «Concerto Mediterraneo», op.67 для гитарного дуэта и оркестра. Ещё одно часто исполняемое произведение композитора — «El Trino Del Diablo», op.84, написано в 1997 году для скрипки соло и других инструментов, в том числе — двух гитар.

## Биография
Карло Доменикони родился в 1947 году в городе Чезена, в Северной Италии. Музыкой увлёкся с ранних лет; когда Доменикони исполнилось 13, он начал брать уроки гитары у Кармен Ленци Моццани. Примерно в то же время пробовал писать и собственную музыку. В возрасте семнадцати лет Доменикони получает диплом музыкальной Консерватории Россини в Пезаро.
В 1966 году композитор покидает Италию и уезжает в Западный Берлин. Здесь он получает музыкальное образование в Высшей школе музыки (позднее переименованной в Берлинский университет искусств). Здесь, в Западном Берлине, Доменикони получает свой второй диплом. С 1969 по 1992 год композитор преподавал в Берлинском университете искусств.
Позже Доменикони посетил Турцию и был очарован культурой её народа. Он инициировал создание струнно-щипковой кафедры в консерватории Стамбула. Здесь же Доменикони создал свой композиционный стиль, в котором нашли отражение региональные и народные мотивы Турции.
Одним из самых известных произведений композитора является «Koyunbaba» — сюита в четырёх частях, написанная в 1985 году. Турецкое название переводится буквально как «отец овец» (куюн-баба) или «пастух». Некоторые источники также переводят это название как «дух овец», руководствуясь турецкой легендой о мистическом святом, чья до сих пор сохранившаяся могила украшена цветными лоскутами ткани турецких жителей, ищущих у святого помощи в семейных проблемах. «Koyunbaba» — это фамилия святого, потомки которого и по сей день живут в диком сухом регионе на Юго-Западе Турции. Согласно легенде, это место проклято — те люди, которые когда-либо покупали или арендовали эти земли у семьи Koyunbaba, заболели или умерли. Доменикони, работая над своей сюитой, ссылался на два конкретных примера. Одной владелицей проклятых земель была немецкая женщина, которая хотела сохранить это место в своём натуральном, не тронутом государством, виде. Однако вскоре она умерла от рака. Другим примером композитору послужил один из трёх сыновей Koyunbaba, который неожиданно решил продать часть земель, после чего его нашли повешенным.

## Публикации
- Carlo Domeniconi – Berlinbul Concerto – Doppelkonzert für Saz, Gitarre und Orchester, op. 29
- Carlo Domeniconi – Suite Pittoresca – Für Bassklarinette, Gitarre und Streichorchester